# Ceratocapsus fusiformis
Ceratocapsus fusiformis är en insektsart som beskrevs av Van Duzee 1917. Ceratocapsus fusiformis ingår i släktet Ceratocapsus och familjen ängsskinnbaggar. Inga underarter finns listade i Catalogue of Life.